# Reinhold Durnthaler
Reinhold Durnthaler, né le 29 novembre 1942 à Feldkirchen in Kärnten (Carinthie) et mort le 23 octobre 2017 dans la même ville, est un bobeur autrichien notamment double médaillé d'argent olympique.

## Biographie
Aux Jeux olympiques d'hiver de 1964, organisés à Innsbruck en Autriche, Reinhold Durnthaler est médaillé d'argent en bob à quatre avec Erwin Thaler, Adolf Koxeder et Josef Nairz. Aux Jeux d'hiver de 1968 à Grenoble en France, il remporte à nouveau la médaille d'argent de bob à quatre, cette fois avec Erwin Thaler, Herbert Gruber et Josef Eder. Pendant sa carrière, Durnthaler remporte également deux médailles aux championnats du monde : le bronze en bob à quatre en 1963 et l'or en bob à deux en 1967.

## Palmarès

### Jeux Olympiques
- : médaillé d'argent en bob à 4 aux JO 1964.
- : médaillé d'argent en bob à 4 aux JO 1968.

### Championnats monde
- : médaillé d'or en bob à 2 aux championnats monde de 1967.
- : médaillé de bronze en bob à 4 aux championnats monde de 1963.